# Oligopogon londti
Oligopogon londti är en tvåvingeart som beskrevs av Geller-grimm och Hradsky 2003. Oligopogon londti ingår i släktet Oligopogon och familjen rovflugor.
Artens utbredningsområde är Turkiet. Inga underarter finns listade i Catalogue of Life.